# Wesenberg (Holstein)
Wesenberg település Németországban, Schleswig-Holstein tartományban. Lakosainak száma 1676 fő (2023. december 31.). Wesenberg Reinfeld és Barnitz községekkel határos.

## Népesség
A település népességének változása:
| Lakosok száma | 1697 | 1679 | 1688 | 1690 | 1676 |
|               | 2017 | 2019 | 2021 | 2022 | 2023 |